# アパートの鍵貸します
『アパートの鍵貸します』（アパートのかぎかします、The Apartment）は、1960年のアメリカ合衆国のロマンティック・コメディ映画。監督はビリー・ワイルダー、出演はジャック・レモンとシャーリー・マクレーンなど。出世の糸口として、アパートの部屋を上役の情事の場に提供する独身サラリーマンの悲哀をユーモアとペーソスを絡めて描いている。第33回アカデミー賞にて、作品賞、監督賞など5部門受賞した。
1968年には、本作を原作としたブロードウェイ・ミュージカル『プロミセス・プロミセス』が、脚本ニール・サイモンにより、公演された。

## ストーリー
ニューヨークの保険会社に勤めるバド（バクスター）は、昇進のために、4人の部課長に対して、それぞれの愛人との密会用に自分のアパートの部屋を提供し、毎夜残業して遅く帰る生活をしていた。ある日、シェルドレイク人事部長に呼び出され、彼にも部屋を貸すことになる。それまでの「貢献」が認められて平社員から課長補佐に昇進し、個室も与えられたバドは会社のエレベーター係のフラン・キューブリックをデートに誘うが、実は彼女はシェルドレイクの愛人で、バドとのデートの約束をすっぽかしてしまう。
クリスマス・イブの会社でのパーティで、フランはシェルドレイクの秘書・オルセンから彼の女性遍歴を聞かされて落ち込む。また、バドはふとしたことからフランがシェルドレイクの愛人であることに気付き、ショックを受ける。シェルドレイクに部屋を貸したバドはバーで閉店まで時間をつぶす。バドのアパートでは、シェルドレイクと別れ話になったフランが、彼が退出した後、浴室にあったバドの睡眠薬を飲んで自殺を図る。帰宅したバドはベッドで眠っているフランを見つけると、隣の部屋のドライファス医師を呼んで介抱する。フランの看病のために会社を休んだバドだったが、会社に行ってフランの滞在先を聞き出してフランを迎えに来た義兄のカールにバドがフランの自殺未遂の原因と誤解されて殴られる。
翌週、出社したバドは、シェルドレイクにフランを引き取ると持ち掛けようとするが、シェルドレイクは、自分が解雇したオルセンが自分の妻にそれまでの多彩な女性関係をばらしたことから離婚することになったと打ち明け、バドを更に便利に使おうと、転勤した人事部長補佐の後任にバドを昇進させる（平社員から短期間で3段階もの特進）。大晦日、社交クラブに泊まっていたシェルドレイクはフランと過ごすため、バドにアパートの鍵を要求するが、バドは要求をはねつけて会社を退職し、アパートから引っ越す準備を始める。
年明けをレストランのパーティで迎えたフランは、シェルドレイクからバドが会社を辞めたと聞き、彼の気持ちにようやく気付くと、彼のアパートに急ぐ。1人でシャンパンを開けていたバドのもとにフランがやって来る。バドは街を出るつもりであると語り、フランに愛を告白する。フランはそれに答えず、バドにトランプを配り、ゲームをしようと言う。

## キャスト
| 役名                          | 俳優                       | 日本語吹替                                                                                    | 日本語吹替             |
| 役名                          | 俳優                       | NET版                                                                                         | BS10スターチャンネル版 |
| ----------------------------- | -------------------------- | --------------------------------------------------------------------------------------------- | ---------------------- |
| C・C・バクスター（バド）      | ジャック・レモン           | 愛川欽也                                                                                      | 神谷浩史               |
| フラン・キューブリック        | シャーリー・マクレーン     | 市川和子                                                                                      | 潘めぐみ               |
| ジェフ・D・シェルドレイク部長 | フレッド・マクマレイ       | 近藤洋介                                                                                      | てらそままさき         |
| ジョー・ドービッシュ          | レイ・ウォルストン         |                                                                                               |                        |
| ドライファス医師              | ジャック・クルーシェン     | 早野寿郎                                                                                      | 横島亘                 |
| アル・カークビー              | デヴィッド・ルイス         | 真木恭介                                                                                      | 及川いぞう             |
| マージー・マクドゥーガル      | ホープ・ホリデイ           |                                                                                               |                        |
| シルヴィア                    | ジョーン・ショウリー       |                                                                                               |                        |
| ミルドレッド・ドライファス    | ナオミ・スティーヴンス     |                                                                                               |                        |
| カール・マツーシュカ          | ジョニー・セブン           |                                                                                               |                        |
| 金髪女性                      | ジョイス・ジェイムソン     |                                                                                               |                        |
| ヴァンダーホフ                | ウィラード・ウォーターマン |                                                                                               |                        |
| アイケルバーガー              | デヴィッド・ホワイト       |                                                                                               |                        |
| ミス・オルセン                | エディ・アダムス           |                                                                                               |                        |
| 不明 その他                   | N/A                        | 宮地晴子 和田文夫 森ひろ子 富田耕吉 前田敏子 寺島幹夫 沢田和猫 荘司美代子 田中康郎 文部おさむ |                        |
| 日本語版制作スタッフ          |                            |                                                                                               |                        |
| 演出                          | 演出                       | 内池望博                                                                                      |                        |
| 翻訳                          | 翻訳                       | 篠原慎                                                                                        |                        |
| 効果                          |                            |                                                                                               |                        |
| 調整                          |                            |                                                                                               |                        |
| 制作                          | 制作                       | 東北新社                                                                                      |                        |
| 解説                          | 解説                       | 淀川長治                                                                                      |                        |
| 初回放送                      | 初回放送                   | 1968年4月28日 『日曜洋画劇場』                                                                | 2025年8月24日          |

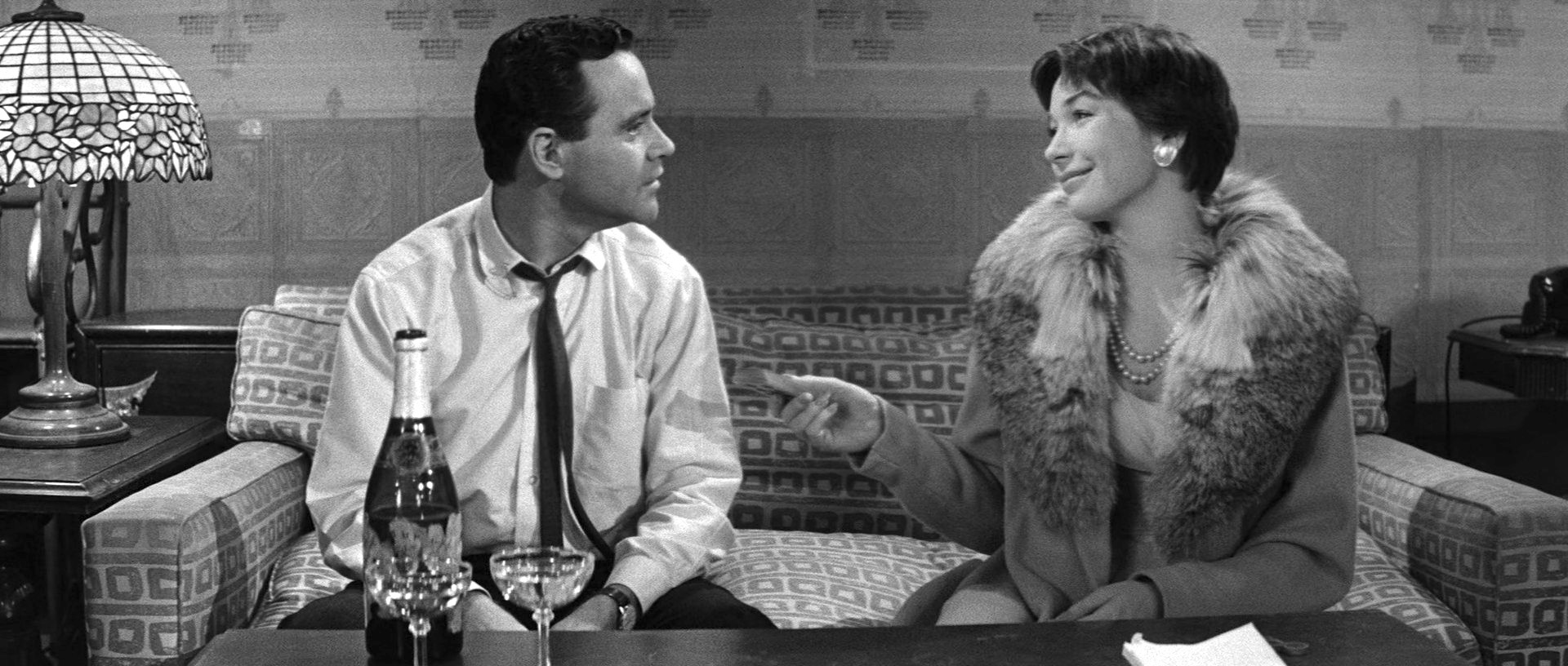
ジャック・レモン(左)とシャーリー・マクレーン(予告編から)

※2015年9月2日発売の『吹替の名盤』シリーズ ＜テレビ吹替音声収録＞HDリマスター版DVDに収録。約93分。

## 作品の評価

### 映画批評家によるレビュー
Rotten Tomatoesによれば、批評家の一致した見解は「ビリー・ワイルダー監督のいつもの皮肉は、優しいユーモア、ロマンス、そして偽りのないペーソスによって本作ではより興味を引くものになっている。」であり、71件の評論のうち高評価は93%にあたる66件で、平均点は10点満点中8.73点となっている。
Metacriticによれば、21件の評論のうち、高評価は20件、賛否混在は1件、低評価はなく、平均点は100点満点中94点となっている。

### 受賞歴
| 賞                                 | 部門                                     | 対象者                                          | 結果       |
| ---------------------------------- | ---------------------------------------- | ----------------------------------------------- | ---------- |
| 第33回アカデミー賞                 | 作品賞                                   |                                                 | 受賞       |
| 第33回アカデミー賞                 | 監督賞                                   | ビリー・ワイルダー                              | 受賞       |
| 第33回アカデミー賞                 | 主演男優賞                               | ジャック・レモン                                | ノミネート |
| 第33回アカデミー賞                 | 主演女優賞                               | シャーリー・マクレーン                          | ノミネート |
| 第33回アカデミー賞                 | 助演男優賞                               | ジャック・クルーシェン                          | ノミネート |
| 第33回アカデミー賞                 | 脚本賞                                   | ビリー・ワイルダー、I・A・L・ダイアモンド       | 受賞       |
| 第33回アカデミー賞                 | 録音賞                                   | ゴードン・E・ソーヤー                           | ノミネート |
| 第33回アカデミー賞                 | 美術賞 (白黒部門)                        | アレクサンドル・トローネ、エドワード・G・ボイル | 受賞       |
| 第33回アカデミー賞                 | 撮影賞 (白黒部門)                        | ジョセフ・ラシェル                              | ノミネート |
| 第33回アカデミー賞                 | 編集賞                                   | ダニエル・マンデル                              | 受賞       |
| 第18回ゴールデングローブ賞         | 作品賞（ミュージカル・コメディ部門）     |                                                 | 受賞       |
| 第18回ゴールデングローブ賞         | 主演男優賞（ミュージカル・コメディ部門） | ジャック・レモン                                | 受賞       |
| 第18回ゴールデングローブ賞         | 主演女優賞（ミュージカル・コメディ部門） | シャーリー・マクレーン                          | 受賞       |
| 第18回ゴールデングローブ賞         | 監督賞                                   | ビリー・ワイルダー                              | ノミネート |
| 第26回ニューヨーク映画批評家協会賞 | 作品賞                                   |                                                 | 受賞       |
| 第26回ニューヨーク映画批評家協会賞 | 監督賞                                   | ビリー・ワイルダー                              | 受賞       |
| 第26回ニューヨーク映画批評家協会賞 | 脚本賞                                   | I・A・L・ダイアモンド、ビリー・ワイルダー       | 受賞       |
| 第21回ヴェネツィア国際映画祭       | 金獅子賞                                 |                                                 | ノミネート |
| 第21回ヴェネツィア国際映画祭       | 女優賞                                   | シャーリー・マクレーン                          | 受賞       |
| 第14回英国アカデミー賞             | 総合作品賞                               |                                                 | 受賞       |
| 第14回英国アカデミー賞             | 外国男優賞                               | ジャック・レモン                                | 受賞       |
| 第14回英国アカデミー賞             | 外国女優賞                               | シャーリー・マクレーン                          | 受賞       |

## トリビア
- バクスターが自宅でテレビをつけた際、ジョン・ウェイン主演の『駅馬車』や『拳銃無宿』、グレタ・ガルボ主演の『グランド・ホテル』が流れている。
- この作品が大ヒットした記念における披露宴で、ワイルダーは偶然出席していたマリリン・モンローと再会し、和解したという。モンローとは、『お熱いのがお好き』の撮影時におけるトラブルから、一時期、関係が険悪になり決別していた。この事から、次回作『あなただけ今晩は』のヒロインにモンローを起用しようと考えていたが、モンローの突然の急逝によりそれは叶わぬものとなった。
- 明石家さんまがこの映画のジャック・レモンを意識しながらテレビドラマ『男女7人夏物語』の今井良介を演じていたと、自らDJを務めるラジオ番組『ヤングタウン』の中で語っていたことがある。テニスのラケットでスパゲティの湯を切るシーンはそのまま引用して演じていた。
- 2001年に放送された日本の特撮作品『仮面ライダーアギト』の第29話で、ヒロインの一人である風谷真魚が高校のテニス部に入部した時に、主人公の津上翔一が居候先の美杉家の台所のシンクで、彼女のラケットを持ちながら「スパゲッティをゆでるのにいいかも…」と呟くなど、本作のオマージュのようなシーンがある。